# 矢川駅

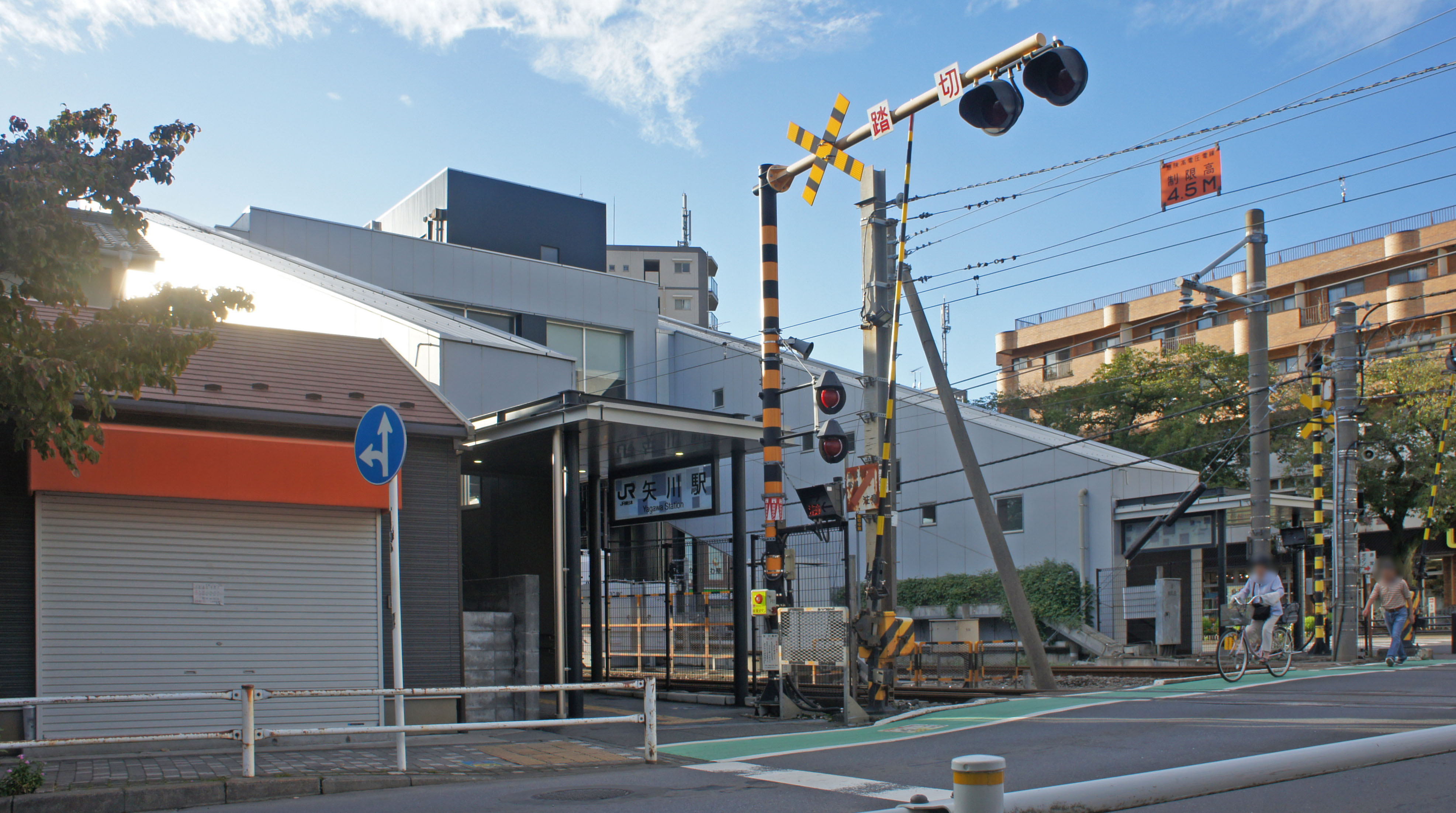
南口（2019年9月）

矢川駅（やがわえき）は、東京都国立市大字石田字鶉久保にある、東日本旅客鉄道（JR東日本）南武線の駅である。駅番号はJN 24。

## 歴史
- 1932年（昭和7年）5月20日：地元住民の寄付により南武鉄道の矢川停留場として開設[1][2]。
- 1944年（昭和19年）4月1日：南武鉄道が国有化[2]、運輸通信省南武線の駅となる[1]。買収の段階で廃止が検討されたが地元の反対があったため矢川駅へ昇格した[4][2]。
- 1965年（昭和40年）：橋上駅舎に改築[4][注釈 1]。
- 1966年（昭和41年）3月25日：谷保駅 - 西国立駅間が複線化。
- 1974年（昭和49年）：北口階段新設。
- 1987年（昭和62年）4月1日：国鉄分割民営化に伴い、東日本旅客鉄道（JR東日本）の駅となる[1][2]。
- 1994年（平成6年）2月16日：自動改札機を設置[5]。
- 2001年（平成13年）11月18日：ICカード「Suica」の利用が可能となる[広報 1]。
- 2011年（平成23年）
  - 3月20日：みどりの窓口の営業終了。
  - 3月21日：新駅舎使用開始。これに伴いエレベーターとエスカレーターも使用開始。
  - 11月23日：北口新階段使用開始。仮設階段使用停止。
- 2015年（平成27年）3月14日：南武線全区間での快速運転開始に伴い、快速の通過駅となる[6]。
- 2024年（令和6年）11月5日：スマートホームドアの使用を開始[7]。

### 駅名の由来
駅名は、近くを流れる「矢川」と言う名の小川に由来する。
矢川の名は江戸時代以前からあり、古くは谷川とも記されていた。由来は、江戸時代に手習師匠が著した『谷保案内』の中で、この川のことを 「古き池こそ諏訪の淵、三家に久保に橋場こそ、流れもはやき矢川とや…（流れが早いので弓から放たれた矢のような川である）」と詠んでおり、これが矢川の名の起こりと言われる。

## 駅構造
島式ホーム1面2線を有する地上駅で、ホーム谷保方上空に橋上駅舎を有している。ホームは二つの踏切に挟まれている。
ホーム幅は他駅に比べかなり狭隘でKIOSK等の売店も無い。2010年（平成22年）1月頃より約2年工期で新駅舎建設工事を開始。新駅舎は現駅舎よりも立川駅寄りに建設された。これにより、エレベーターとエスカレーターの使用が開始された。従来の駅舎の駅長室は南側にあったが、新駅舎になってからは北側に移動した。しかし、ホーム番線は変更されなかったため番線付番ルール（原則として駅長室に最も近いホームから順に付番する）と相違することになった。
立川統括センター管理の業務委託駅（JR東日本ステーションサービス委託）。但し、お客さまサポートコールシステムが導入されており、一部時間帯を除き遠隔対応のため改札係員は不在となる。また、自動券売機・多機能券売機・指定席券売機・自動改札機が設置されている。

### のりば
| 番線 | 路線   | 方向 | 行先                     |
| ---- | ------ | ---- | ------------------------ |
| 1    | 南武線 | 下り | 西国立・立川方面         |
| 2    | 南武線 | 上り | 府中本町・登戸・川崎方面 |

（出典：JR東日本:駅構内図）

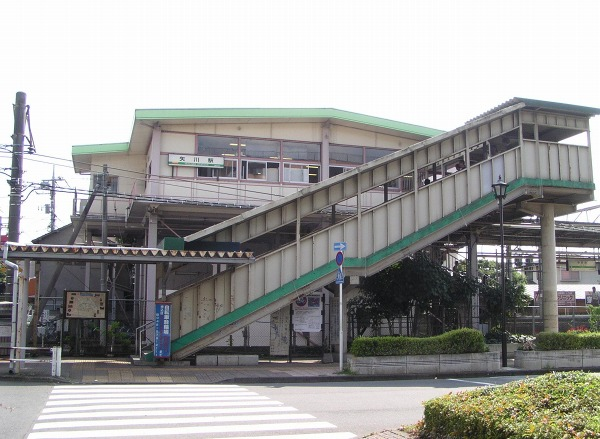
2代目の旧駅舎（2006年9月）、初代は地上駅舎
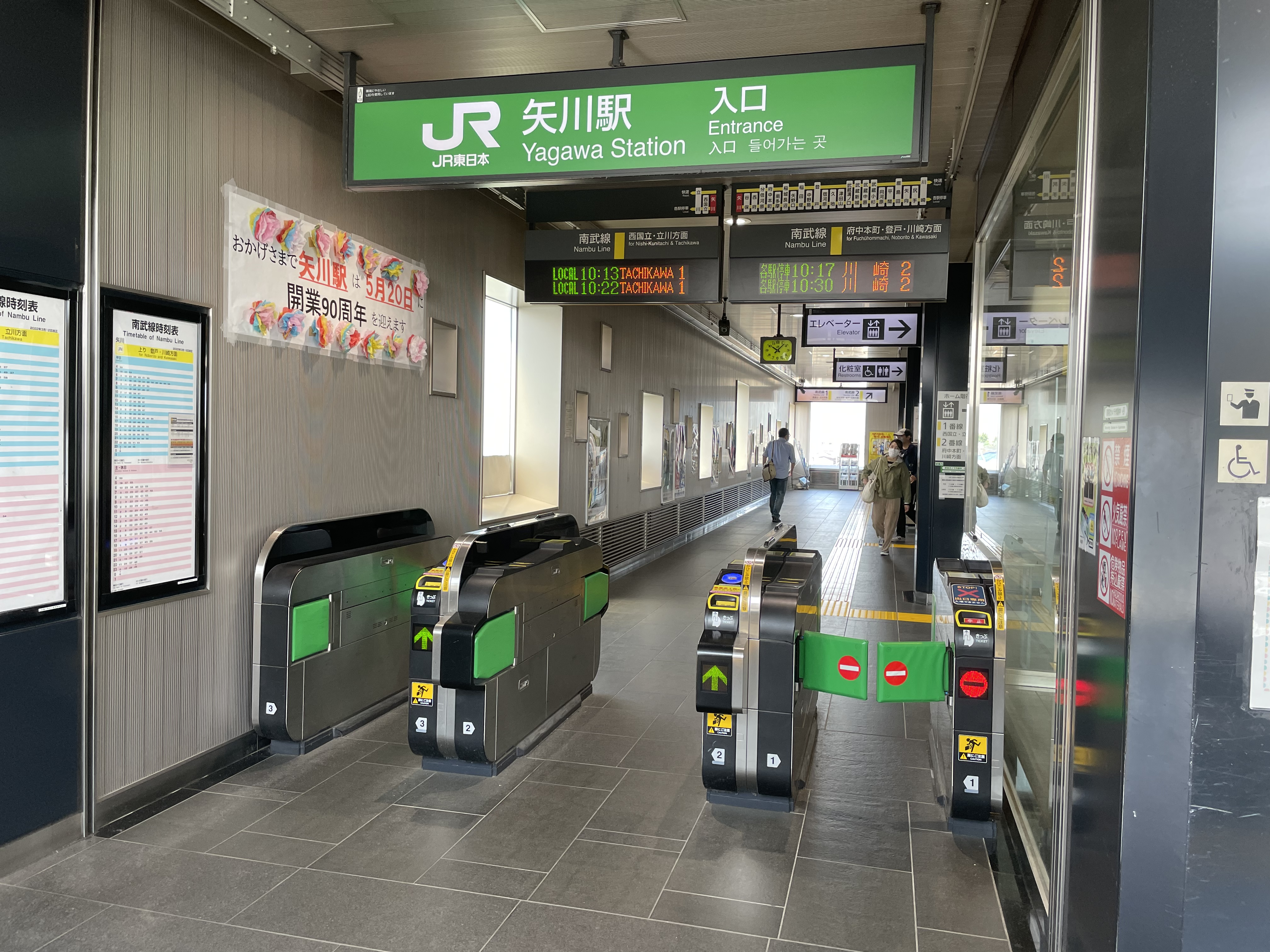
改札口（2022年5月）
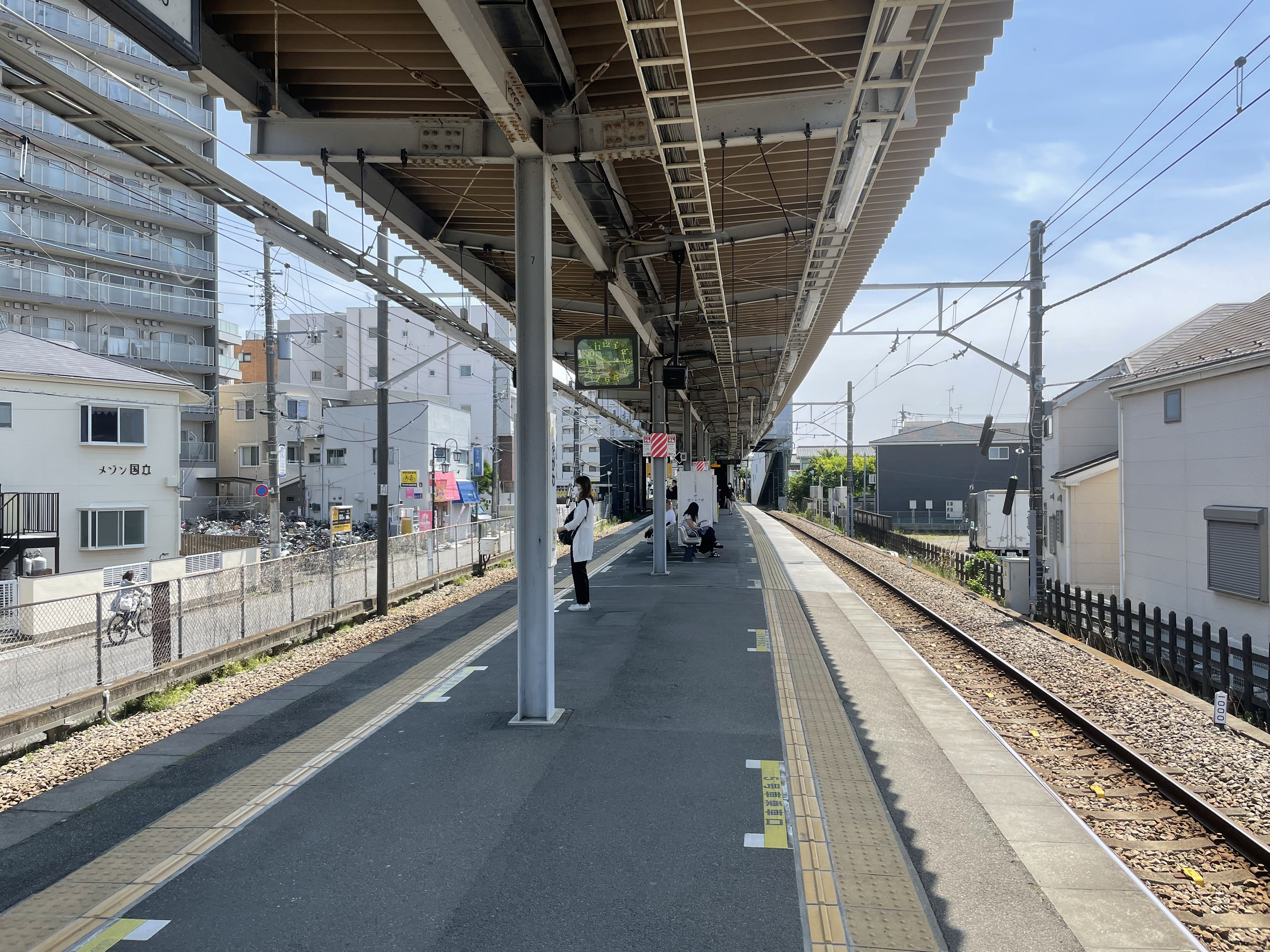
ホーム（2022年5月）

## 利用状況
2023年度（令和5年度）の1日平均乗車人員は8,007人である。
1990年度（平成2年度）以降の1日平均乗車人員の推移は以下の通り。
| 年度               | 1日平均 乗車人員 | 出典     |
| ------------------ | ---------------- | -------- |
| 1990年（平成02年） | 5,315            | [ * 1 ]  |
| 1991年（平成03年） | 5,626            | [ * 2 ]  |
| 1992年（平成04年） | 5,962            | [ * 3 ]  |
| 1993年（平成05年） | 6,197            | [ * 4 ]  |
| 1994年（平成06年） | 6,277            | [ * 5 ]  |
| 1995年（平成07年） | 6,189            | [ * 6 ]  |
| 1996年（平成08年） | 6,252            | [ * 7 ]  |
| 1997年（平成09年） | 6,132            | [ * 8 ]  |
| 1998年（平成10年） | 6,257            | [ * 9 ]  |
| 1999年（平成11年） | 6,473            | [ * 10 ] |
| 2000年（平成12年） | 6,583            | [ * 11 ] |
| 2001年（平成13年） | 6,676            | [ * 12 ] |
| 2002年（平成14年） | 6,573            | [ * 13 ] |
| 2003年（平成15年） | 6,565            | [ * 14 ] |
| 2004年（平成16年） | 6,633            | [ * 15 ] |
| 2005年（平成17年） | 6,810            | [ * 16 ] |
| 2006年（平成18年） | 6,990            | [ * 17 ] |
| 2007年（平成19年） | 7,223            | [ * 18 ] |
| 2008年（平成20年） | 7,339            | [ * 19 ] |
| 2009年（平成21年） | 7,362            | [ * 20 ] |
| 2010年（平成22年） | 7,427            | [ * 21 ] |
| 2011年（平成23年） | 7,394            | [ * 22 ] |
| 2012年（平成24年） | 7,533            | [ * 23 ] |
| 2013年（平成25年） | 7,891            | [ * 24 ] |
| 2014年（平成26年） | 7,830            | [ * 25 ] |
| 2015年（平成27年） | 8,058            | [ * 26 ] |
| 2016年（平成28年） | 8,076            | [ * 27 ] |
| 2017年（平成29年） | 8,119            | [ * 28 ] |
| 2018年（平成30年） | 8,347            | [ * 29 ] |
| 2019年（令和元年） | 8,541            | [ * 30 ] |
| 2020年（令和02年） | 6,807            |          |
| 2021年（令和03年） | 7,091            |          |
| 2022年（令和04年） | 7,624            |          |
| 2023年（令和05年） | 8,007            |          |

## 駅周辺
南口
- くにたち郷土文化館
- 矢川（駅名の由来となった小川の名称）
- 府中用水
- 多摩川
- 東京都道256号八王子国立線（甲州街道）
- 国道20号（日野バイパス）
- 国立谷保郵便局
- 社会福祉法人滝乃川学園
- 肉の万世 国立矢川駅前店

北口
- いなげや
- 郵政大学校・中央郵政研修センター
- 国立市子ども家庭支援センター
- 国立市教育センター
- 国立市保健センター
- 矢川緑地保全地区（近いが、西国立駅からの方が至便）
- 東京女子体育大学（方角は北西方向）

## バス路線
「矢川駅」停留所にて、立川バス（上水営業所）が担当する路線バスが発着する。
- 国04：国立駅南口
- 国10・国10-2・国11・国16・国16-2・国16-3：国立駅南口 / 国立操車場
- 国41・国42：国立駅南口 / 国立泉団地
- 高速：御殿場プレミアム・アウトレット（土休日運行）

## 隣の駅
東日本旅客鉄道（JR東日本）
 南武線
■快速
通過
■各駅停車
谷保駅 (JN 23) - 矢川駅 (JN 24) - 西国立駅 (JN 25)

### 記事本文